# Anthephora cristata
Anthephora cristata är en gräsart som först beskrevs av Johann es Christoph Christian Döll, och fick sitt nu gällande namn av Eduard Hackel, De Wild. och Théophile Alexis Durand. Anthephora cristata ingår i släktet Anthephora och familjen gräs. Inga underarter finns listade i Catalogue of Life.